# 原田真二&クライシス ポリドール・イヤーズ完全盤
『原田真二&クライシス ポリドール・イヤーズ完全盤』（SHINJI & CRISIS POLYDOR YEARS COMPLETE）は、2007年10月24日に発売された原田真二&クライシスの企画アルバム。

## 概要
- 帯コピー:

この時代は僕の実験室、試したい事は全部やりました（原田真二）
ロック、ポップ、クラシカル、ハードロック、プログレなど様々なサウンド・アプローチ、そして、今日を予見したかのようなメッセージ性のあるリリック。
ポリドール時代の秀曲を、オリジナル・マスターテープからの、最新デジタル・リマスタリングで全36曲を完全収録!
36Pブックレットには原田真二インタビュー、楽曲解説、ディスコグラフィーも掲載。

### 解説
- 原田真二がバンド"クライシス"を率い、1980年〜1981年に在籍したポリドール時代のシングル4枚、アルバム2枚、クリスマス（ソロ）アルバム1枚の作品群を包囲。
- 最新デジタル・リマスタリングによる3枚組全36曲を完全収録した、ポリドール期におけるコンプリート・アルバム。
- アイドル的人気を得た初期フォーライフ時代から変化を求め、よりメッセージ色の強いハードなロック・フィールドに移行していった時期のもので、さまざまな実験的音楽要素が聴ける。

### SHINJI & CRISISメンバー
- 原田真二：Keyboards，Guitar & Vocal

THE CRISIS
- 古田たかし：Drums & Percussion
- 関雅夫：Bass
- 豊田貴志： Keyboards & Violin

Special Guest
- 北島健二： Guitar

※北島は『HUMAN CRISIS』のみのプレイ。アルバム発売時には脱退していたため客演扱いとなっていた。

## 収録曲
★=初CD化曲
- 全作詞・作曲・編曲：原田真二 （特記以外）

### DISC-1

#### POLYDOR 1st ALBUM 『HUMAN CRISIS』（1980）
1. Cosmic Color
2. Brand New Age
  - 作詞：原田真二 & LOUIS HIGGINS
3. Carry On
4. Sorry Kyofull
5. Be Cool
6. Wise Way
  - 作詞：原田真二 & LOUIS HIGGINS
7. Information Network （INST．）
8. Woo Lady Stop
9. Get Back Your Mind
10. Mama Lucy
11. HUMAN CRISIS （旅人よ）
12. Cosmic Color Ending Theme

### DISC-2

#### POLYDOR 2nd ALBUM 『ENTRANCヨ』（1981）
1. ENTRANCE （GETTING HIGH）
2. CLOSE YOUR EYES & CRY （ハートがすべてさ）
3. ANY WAY
4. GODDESS IN EVERYONE
5. NEWS CASTER
6. HAPPINESS
7. LION、KITSUNE ＆ SHIROKUMA　ライオンと白くまときつね
8. SHE BECAME COLD （熱思考）　
  - （英語詞アルバム・ヴァージョン）
9. LET'S HAVE A DINNER
10. UNNATURAL HIGH
11. NO TIME
12. HAJIME NO PAGE （はじめのページ）

### DISC-3

#### SINGLE COLLECTION 1980-1981 & MINI ALBUM
1. STRAWBERRY NIGHT　ストロベリー・ナイト
2. DANSER　ダンセ
3. LIFE　ライフ
4. MAMA LUCY　ママルーシー　
  - （シングル・ミックス・ヴァージョン）
5. 熱思考 -She became cold-　
  - （日本語詞シングルバージョン）
6. ユア・ステップ　Your Step
7. EVERY SUNDAY　エヴリサンデイ
8. 街で散歩
☆MINI ALBUM 『Merry Christmas』（1981）☆
9. New Jingle Bells　★
  - 作詞：Trad.／作曲：J.S.Pierpont／編曲： 原田真二
10. I wanted to stay in ｌove with you
11. X'mas Party　★
12. White Christmas　★
  - 作詞・作曲：Irving Berlin／編曲： 原田真二

### 関連作品
ポリドールベスト
- 2006年：GOLDEN☆BEST 原田真二&クライシス LIFE〜ポリドール・イヤーズ 1980-1981

フォーライフ完全盤
- 2012年：原田真二 35th Anniversary BOX＜コンプリート FOR LIFE Years＞

最新（2013年現在）ライブビデオ
- 2013年：Shinji Harada 35th Anniverary Special Live!! "The Load to the Light 1st Stage Final"